# Aizsargi
Aizsargi (vagter) eller formelt Aizsargu organizācija var en paramilitær organisation, eller milits, i mellemkrigstidens Letland. Aizsargi etableredes den 30. marts 1919 af Letlands Folkeråd som en styrke beregnet til selvforsvar, en slags hjemmeværn, under perioden med uroligheder og borgerkrig i kølvandet på Oktoberrevolutionen i det tidligere Russiske Kejserrige, hvilket medvirkede til Letlands uafhængighed fra Rusland. I 1921 omorganiseredes Aizsargi efter det finske Suojeluskuntas forbillede.
Aizsargi udgav et tidsskrift ved navnet Aizsargs (vagt), og organisationen var udover afdelinger for mænd også opdelt i afdelinger for kvinder (lettisk: aizsardzes) samt ungdomsafdelinger (lettisk: jaunsargi). Den 1. januar 1940 havde organisationen 31.766 aizsargi, 14.810 aizsardzes og 14.000 jaunsargi.
Aizsargi-organisationen opløstes den 18. juni 1940 som følge af den sovjetiske okkupation af Letland i 1940.